# حمض الهبتانويك
حمض الهبتانويك (أو حمض الإنثانيك) هو حمض كربوكسيلي له الصيغة الكيميائية C7H14O2، والتي يمكن كتابتها على الشكل CH3(CH2)5COOH. ويكون على شكل سائل زيتي عديم اللون. ينتمي حمض الهبتانويك إلى الأحماض الدهنية المشبعة. تسمى أملاح واسترات هذا الحمض هبتانوات.
اشتقت التسمية الدارجة غير النظامية للحمض (إنثانيك) من الإغريقية οἶνος، والتي تعني النبيذ، لأنه اكتشف أول مرة في بقايا خميرة النبيذ.

## الوفرة الطبيعية
يعد حمض الهبتانويك أحد المكونات الطبيعية في كل من الزيت الكحولي والجعة والرم؛ بالإضافة إلى القهوة والشاي الأسود. كما يوجد هذا الحمض أيضاً في الملفوف المخمر وبعض أنواع الجبنة العفنة، وكذلك في اللحم وزيت الحيتان.
يمكن تحضير المركب صناعياً انطلاقاً من حمض الريسينولييك، حيث يؤدي تفاعل التحلل الحراري له إلى الحصول على حمض الأنديسيلينيك والهبتانال، حيث يعطي تفاعل أكسدة الناتج الأخير بأكسجين الهواء إلى الحصول على حمض الهبتانويك. بلغ إجمالي الإنتاج منه سنة 1980 حوالي 20 ألف طن.

## الخواص
يوجد المركب في الشروط القياسية على شكل سائل زيتي عديم اللون، له رائحة زنخة؛ كما أنه ضعيف الانحلالية في الماء، لكنه يمتزج بشكل جيد مع الإيثانول والإيثر الإيثيلي.

## الاستخدامات
يستخدم الحمض بشكل أساسي في تحضير الإسترات المختلفة، مثل هبتانوات الإيثيل المستخدم في إنتاج المنكهات والعطور.